# Сезар Сантін
Сезар Сантін (порт. César Santin, нар. 24 лютого 1981, Порту-Алегрі) — бразильський футболіст, що грав на позиції нападника.
Виступав, зокрема, за клуби «Кальмар» та «Копенгаген». Чотириразовий чемпіон Данії. Чемпіон Кіпру. 

## Біографія

### Рання кар'єра
Свою кар'єру в Бразилії він розпочав, граючи за «Сан-Жозе», команду, до якої він пізніше повернеться, щоб зіграти в 2004 році. Також він грав за  «Греміо» і «Віторію» (Салвадор). 

### «Кальмар»
У 2004 році він  змінив «Сан-Жозе» на шведський «Кальмар», який в попередньому сезоні виграв Супереттан (другу за рівнем футбольну лігу Швеції), і збирався грати в Аллсвенскані.
Сезар Сантін швидко став улюбленем фанатів через важку працю та красиву гру. Він завоював серця вболівальників, коли забив у ворота дуже потужного на той час данського «Копенгагена».
По ходу сезону 2007 року забив 12 м'ячів у 23 матчах чемпіонату, ставши третім бомбардиром сезону. А в першій половині сезону 2008 року допоміг Кальмару вийти на 1-е місце в лізі. А влітку того ж року перейшов до лав футбольного клубу «Копенгаген», що за даними данської газети «Екстра Бладет» коштувало цьому клубу 10 мільйонів данських крон. 

### «Копенгаген»
6 листопада 2008 року Сезар Сантін забив свій другий гол в груповому етапі Кубка УЄФА 2008-09 року, коли він з близької відстані зрівняв рахунок у грі з «Валенсією» і матч завершився внічию. Він стверджував, що відтоді забив багато важливих голів, але гол у ворота «Валенсії» залишився найважливішим у його кар'єрі. 
17 грудня 2008 року в останній грі року для «Копенгагена» забив єдиний гол у ворота бельгійського «Брюгге». Це дозволило клубу вийти до плей-оф Кубка УЄФА 2008-09 і зіграти там проти «Манчестер Сіті». 
24 травня 2009 року Сантін забезпечив «Копенгагену» здобуття чемпіонатського титулу сезону 2009 року, забивши пенальті у грі проти «Есб'єрга», що стало єдиним голом гри. 
Сезон 2010-11 років став на той час найуспішнішим для Сантіна. Йому вдалося забити вражаючі 17 голів у внутрішній лізі того сезону. 
У сезоні 2011-12 років він відіграв у 44 матчах і забив 17 голів у всіх змаганнях. Цього разу його команда не змогла виграти Суперлігу, фінішувавши другою після «Нордшелланда», але їм вдалося виграти Кубок Данії. Сантін забив лише один гол у єврокубках цього сезону, вразивши ворота «Ганновер 96».
У наступному сезоні Сантін з'явився в 32 матчах ліги і забив 11 голів, допомігши «Копенгагену» знову виграти Суперлігу.
Сезон 2013-14 був шостим і останнім сезоном бразильця в «Копенгагені». Йому вдалося відіграти в 14 матчах і забити 5 голів у всіх змаганнях, перш ніж він переїхав на Кіпр і підписав контракт з футбольним клубом АПОЕЛ в грудні 2013 року.

### АПОЕЛ
27 грудня 2013 року Сезар Сантін підписав 18-місячний контракт з футбольним клубом АПОЕЛ з Кіпру. Він дебютував 4 січня 2014 року, вийшовши на заміну проти АЕЛ Лімассол у грі чемпіонату. Він забив свій перший офіційний гол за АПОЕЛ 19 січня 2014 року, здобувши перемогу з рахунком 3:1 для своєї команди над «Неа Саламіна». Виграв свій перший титул з кіпрською командою 21 травня 2014 року, коли вона перемогла з рахунком 2:0 «Ерміс Арадіппу» у фіналі Кубку Кіпра. Десять днів по тому Сантін також виграв перший дивізіон Кіпру після перемоги АПОЕЛ з рахунком 1:0 над АЕЛ у вирішальному матчі турніру чемпіонату. 30 червня 2014 року договір гравця з клубом було розірвано за взаємною згодою.

### Завершення кар'єри
Того ж 2014 року повернувся до шведського «Кальмара», в якому провів ще 11 ігор чемпіонату, голами, утім, уже не відзначаючись. А останніми у професійній кар'єрі гравця стали три матчі, проведені ним 2016 року на батьківщині у складі команди «Айморе».

## Титули і досягнення
- Чемпіон Данії (4):

«Копенгаген»: 2008-2009, 2009-2010, 2010-2011, 2012-2013
- Чемпіон Кіпру (1):

АПОЕЛ: 2013-2014